# Coxim Atlético Clube
O Coxim Atlético Clube, também conhecido pelo acrônimo CAC, é um clube de futebol sediado em Coxim, no estado de Mato Grosso do Sul. Fundado em 10 de janeiro de 2002, conquistou a primeira divisão do estadual em 2006.

## Títulos
- Campeonato Sul-Mato-Grossense: 2006.[6]